# Bayonne
För andra betydelser, se Bayonne (olika betydelser).

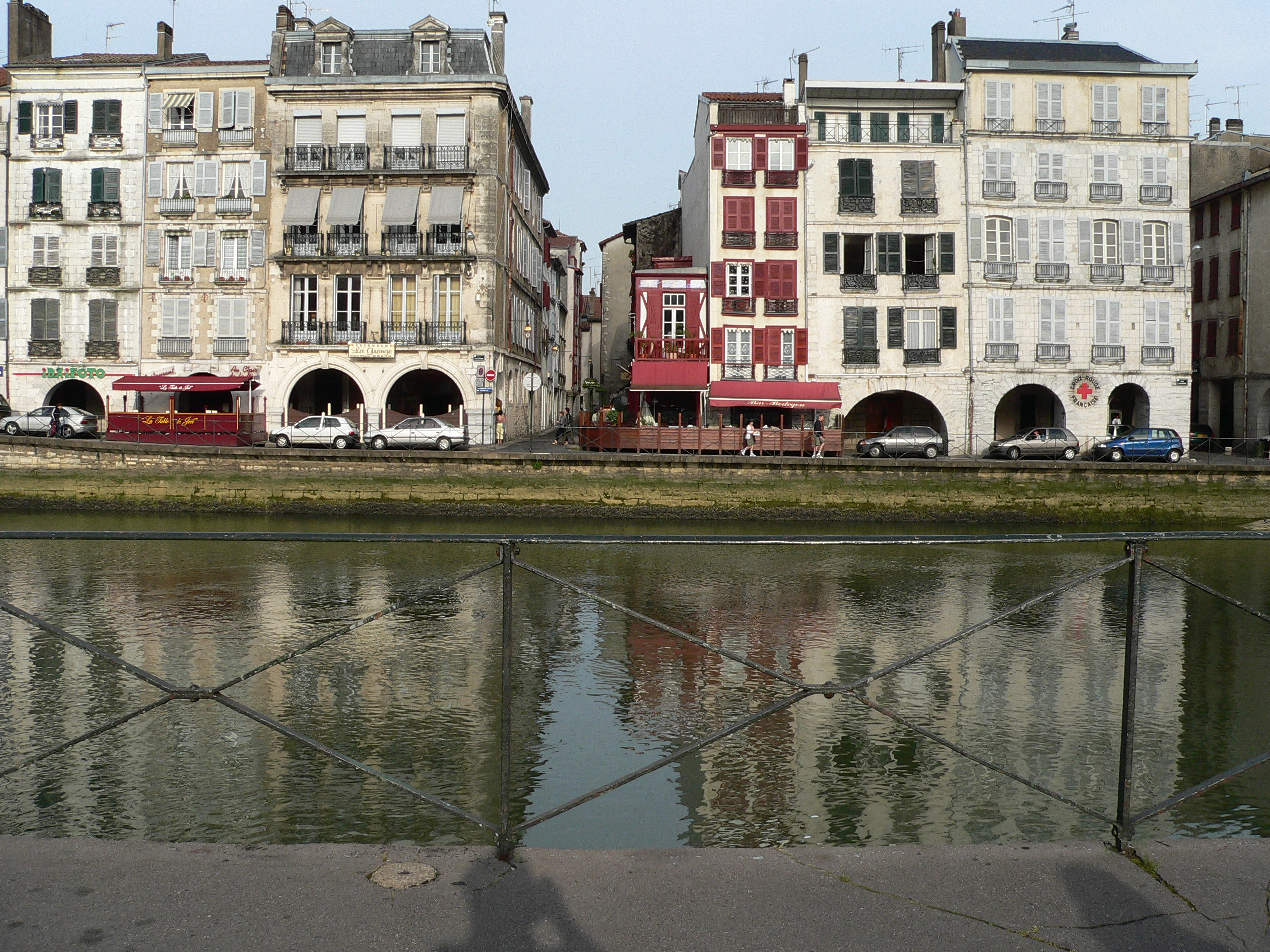
Bayonne

Bayonne (uttal (fil)) (baskiska: Baiona; spanska: Bayona) är en stad och kommun i departementet Pyrénées-Atlantiques i sydvästra Frankrike med 53 312 invånare (2022), belägen där flodena Nive och Adour flyter samman.
Tillsammans med Anglet, Biarritz, Saint-Jean-de-Luz och flera andra mindre kommuner bildar Bayonne ett storstadsområde med 179 000 invånare (1999).
Bayonne är den största staden i Lapurdi i franska Baskien.
Första onsdagen i augusti varje år börjar en fyra dagars lång fest, till minne av att Bayonne, som första stad, införde tjurfäktning. Dresskoden är vitt och rött och det dricks sangria.

## Historia
Under större delen av medeltiden lydde Bayonne under Akvitanien och kom därefter under engelskt välde. Stadens katedral uppfördes i gotisk stil 1213-1544. Först 1451 erövrades Bayonne av Frankrike. Under den följande tiden var Bayonne ofta en central punkt för krig och förhandlingar. 1563 Katarina av Medici med spanjorerna om åtgärder mot hugenotterna här. Under 1600-talet befästes staden efter ritningar av Sébastien Le Prestre de Vauban och belägrades flera gånger men intogs aldrig. Bayonne blev under 1700-talet en betydande handelsstad som frihamn och med privilegium på den franska handeln med Amerika.

## Befolkningsutveckling
Antalet invånare i kommunen Bayonne
| Referens: INSEE |